# 디지털 아카이빙
디지털 아카이빙(digital archiving)이란 지속적으로 보존할 가치를 가진 디지털 객체를 장기간 관리하여 이후의 이용을 보장하는 활동을 말한다. 기록 관리 분야에서는 아카이빙이라는 용어를 공적인 기록의 보존을 처리하는 과정이라는 의미로 사용하는 데 비하여 컴퓨터 분야에서는 컴퓨터 파일의 일시적인 백업 컬렉션을 의미하기도 한다. 그러한 혼동을 피하기 위하여 아카이빙 대신 ‘디지털 보존(digital preservation)’이라는 용어를 사용하기도 한다. 디지털 아카이빙의 핵심 개념은 장기 보존(long-term preservation)과 지속적 가치(enduring/ongoing values)이다.

## 전자 자원의 보존 방법
전자 자원의 보존이란 문헌정보학과 기록학에서 사용되는 용어로, 디지털 컨텐츠의 무결성(integrity)를 유지하면서 디지털 매체의 손상 및 하드웨어, 소프트웨어의 문제로 인한 기술적 퇴화의 위협으로부터 디지털 객체를 안전하게 보호하려는 일련의 관리 활동을 말한다. 이런 전자 자원의 보존작업이 진행되면 그 과정에서 보존 메타데이터가 발생한다.
디지털 아카이브의 보존 방법으로는 매체전환(Reformatting), 파일재생(Refreshing), 기술이전(Migration), 에뮬레이션(Emulation), 캡슐화(encapsulation) 등이 있다.

## 같이 보기
- 문서 관리 시스템
- 에뮬레이션
- 매체전환
- 기술이전
- 캡슐화
- 파일재생
- 보존 메타데이터